# Chociejów, Lubusz
Chociejów - (germană Göttern) este o localitate din Polonia, situată în Voievodatul Lubusz, în județul Krosno, în orașul Gubin.
În anii 1975-1998 localitatea aparținea administrativ de provincia Zielona Gora.
Satul are o vechime de mai mult de 1000 de ani, din anul 1573 a aparținut de ducatul Gębickich. În 1952, satul a fost locuit de 77 de persoane în 17 de gospodării.